# ييسا دي مونت
بلدية ييسا دامونت (بالكاتالانية: Lliçà d'Amunt) هي إحدى بلديات مقاطعة برشلونة، والتي تقع في منطقة كاتالونيا، شرق إسبانيا. يبلغ عدد سُكانها 13.491 نسمة وفقاً لإحصائية سنة (2007).